# Lijst van vicepresidenten van Suriname
Dit is een lijst van vicepresidenten van Suriname, van 1988 tot heden. De vicepresident van de Republiek Suriname wordt gekozen voor een periode van vijf jaar.

## Vicepresidenten van Suriname (1988-heden)
| Nr. | Vicepresident | Vicepresident                   | Ambtstermijn      | Ambtstermijn      | Partij | Partij |
| --- | ------------- | ------------------------------- | ----------------- | ----------------- | ------ | ------ |
| 1   |               | Henck Arron (1936–2000)         | 25 januari 1988   | 24 december 1990  | NPS    |        |
| 2   |               | Jules Wijdenbosch (1941–2025)   | 7 januari 1991    | 16 september 1991 | NDP    |        |
| 3   |               | Jules Ajodhia (1945–2024)       | 16 september 1991 | 15 september 1996 | VHP    |        |
| 4   |               | Pretaap Radhakishun (1934–2001) | 15 september 1996 | 12 augustus 2000  | BVD    |        |
| 5   |               | Jules Ajodhia (1945–2024)       | 12 augustus 2000  | 12 augustus 2005  | VHP    |        |
| 6   |               | Ramdien Sardjoe (1935)          | 12 augustus 2005  | 12 augustus 2010  | VHP    |        |
| 7   |               | Robert Ameerali (1961)          | 12 augustus 2010  | 12 augustus 2015  | ABOP   |        |
| 8   |               | Ashwin Adhin (1980)             | 12 augustus 2015  | 16 juli 2020      | NDP    |        |
| 9   |               | Ronnie Brunswijk (1961)         | 16 juli 2020      | 16 juli 2025      | ABOP   |        |
| 10  |               | Gregory Rusland (1959)          | 16 juli 2025      | heden             | NPS    |        |

Arbeid · Binnenlandse Zaken · Buitenlandse Zaken · Defensie · Economische Zaken · Financiën · Justitie en Politie · Landbouw, Veeteelt en Visserij · Natuurlijke Hulpbronnen · Onderwijs en Volksontwikkeling · Openbare Werken · Planning en Ontwikkelingssamenwerking · Regionale Ontwikkeling · Ruimtelijke Ordening, Grond- en Bosbeheer · Sociale Zaken en Volkshuisvesting · Sport- en Jeugdzaken · Transport, Communicatie en Toerisme · Volksgezondheid
premier · president · vicepresident
gouverneurs (1650-1954) · gouverneurs (1954-1975) · gevolmachtigd ministers van Suriname